# Vira Vovk
Vira Vovk (in ucraino Ві́ра Вовк?), all'anagrafe Vira Ostapivna Seljans'ka, (in ucraino Ві́ра Оста́півна Селя́нська?; Boryslav, 2 gennaio 1926 – Rio de Janeiro, 16 luglio 2022) è stata una scrittrice, poetessa, traduttrice e insegnante ucraina che scrisse in ucraino, tedesco e portoghese. Creò in particolare un ponte tra la letteratura brasiliana e quella ucraina e contribuì a diffondere la cultura e la lingua ucraina.

## Biografia
Vira Ostapivna Seljans'ka nacque a Boryslav, in Ucraina, il 2 gennaio 1926. Crebbe a Kuty, dove suo padre, Ostap Seljans'kyj. lavorava come medico, e a Tjudiv, dove suo nonno era prete.
Ricevette l'istruzione secondaria a Leopoli e Dresda, studiò filologia germanica, storia della musica e letteratura comparata all'Università di Tubinga. Dopo la morte del padre in un attentato a Dresda, emigrò, nel 1945, con la madre in Portogallo e, nel 1949, in Brasile. Completò i suoi studi universitari a Rio de Janeiro e quelli post-laurea presso la Columbia University di New York e l'Università di Monaco.
Conseguì il dottorato nel 1950 presso la Pontificia Università Cattolica di Rio de Janeiro (PUC-RJ), dove lavorò come docente e, tra il 1968 e il 1980, come professoressa di letteratura comparata. Dal 1980 in poi insegnò all'Università Federale di Rio de Janeiro (UFRJ).
Scrisse principalmente poesie, ma anche prosa e teatro e fece numerose traduzioni.

### Poesia e prosa
Vira Vovk pubblicò tredici raccolte di poesie dal 1954 al 2000. Il suo stile poetico, inizialmente non sofisticato, successivamente adottò il verso libero, molto complesso e ritmato. Due temi principali attraversano la sua poesia, la geografia esotica e il misticismo religioso. Il suo interesse per il misticismo si riflesse nella sua opera in prosa. Pubblicò anche opere in prosa bilingue.
Dal 1959 Vira Vovk fu associata al Gruppo dei poeti di New York.. Dagli anni '70 in poi, pubblicò opere illustrate da artisti ucraini come Zoja Lisov'ska, Halyna Sevruk o Mychajlo Dzyndra, e dai suoi stessi ritagli di carta.

### Traduzioni
Vira Vovk tradusse anche molti scrittori occidentali in ucraino e scrittori ucraini in portoghese e tedesco.
Nel 1959 tradusse in portoghese un'antologia di letteratura ucraina, Antologia da Literatura Ucraina, alla quale seguirono diverse antologie di storie e racconti popolari ucraini (Leggende ucraine nel 1959, A Canoa no mar nel 1972, Galli ricamati nel 1972, Racconti popolari ucraini nel 1983). Fu responsabile di un'edizione speciale di classici ucraini come opere di Hryhorij Skovoroda (1978), Taras Ševčenko (1980), Ivan Franko (1981), Vasyl' Stefanyk (1982) e Lesja Ukraïnka (1983)..
Un'antologia commentata di poesia moderna portoghese e brasiliana, Zelene vyno, apparve nel 1964. Collaborò anche a un'antologia di poesia del Québec (1972) e alle traduzioni di Federico García Lorca con Wolfram Burghardt, Hryhorij Kočur e altri. Tradusse anche in ucraino, in particolare dal francese, italiano, rumeno, macedone, inglese antico, autori come Pablo Neruda, Paul Claudel, Rabindranath Tagore.
Più tardi, negli anni '90, pubblicò la serie Pysanky: una ricca selezione di poeti ucraini moderni e la prosa di Valerij Ševčuk. Questi libri furono spesso pubblicati a spese del traduttore.

### La morte
Vira Vovk morì il 16 luglio 2022 a Rio de Janeiro, Brasile, all'età di 96 anni.

## Premi e riconoscimenti
- 1957, 1979, 1982, 1990 - premio letterario Ivan Franko
- 2000 - premio Blahoviste
- 2008 - Premio nazionale ucraino Taras Ševčenko[1] per i libri Стихотворения (Poesie, 2000), Проза (Prose, 2001), Воспоминания (Memorie, 2003), Седьмая печать (Il settimo sigillo, 2005), Ромен-зелье (2007) e le sue traduzioni d'opere della letteratura ucraina in portoghese[7]
- 2012 - premio Ivan Koshelivets
- 2013 - Ordine della principessa Olga
- 2013 - premio «Glodo Treasure», con Lida Paliy